# UFC Fight Night: Machida vs. Anders
UFC Fight Night: Machida vs. Anders（ユーエフシー・ファイトナイト：マチダ・バーサス・アンダース、別名UFC Fight Night 125）は、アメリカ合衆国の総合格闘技団体「UFC」の大会の一つ。2018年2月3日、ブラジル・パラー州ベレンのパラエンセ・ジエルメ・アリーナで開催された。

## 大会概要
本大会ではリョート・マチダとエリク・アンダースによるミドル級戦が組まれた。
Jungle Fight女子ストロー級王者ポリアナ・ヴィアナ、キャリア8戦全勝のプリシラ・カショエイラがUFCデビュー。

## 試合結果

### アーリープレリム
第1試合 フライ級 5分3R
○  デイブソン・フィゲイレード vs.  ジョセフ・モラレス ×
2R 4:34  TKO（左フック→パウンド）

### プレリミナリーカード
第2試合 バンタム級 5分3R
○  ユーリ・アルカンタラ vs.  ジョー・ソト ×
1R 1:06 TKO（パウンド）
第3試合 女子ストロー級 5分3R
○  ポリアナ・ヴィアナ vs.  マイア・スティーブンソン ×
1R 3:50  リアネイキッドチョーク
第4試合 ライト級 5分3R
○  アラン・パトリック vs.  ダミア・ハゾビック ×
3R終了 判定3-0（30-25、30-27、30-27）
第5試合 ウェルター級 5分3R
○  セルジオ・モラエス vs.  ティム・ミーンズ ×
3R終了 判定2-1（28-29、29-28、29-28）

### メインカード
第6試合 ミドル級 5分3R
○  チアゴ・サントス vs.  アンソニー・スミス ×
2R 1:03 TKO（左ミドルキック→パウンド）
第7試合 バンタム級 5分3R
○  ダグラス・シウバ・ジ・アンドラージ vs.  マルロン・ヴェラ ×
3R終了 判定3-0（30-27、30-27、30-27）
第8試合 ヘビー級 5分3R
○  ティモシー・ジョンソン vs.  マルセロ・ゴルム ×
3R終了 判定3-0（30-27、29-28、29-28）
第9試合 73.0kg契約 5分3R
○  ミシェウ・プラゼレス vs.  デスモンド・グリーン ×
3R終了 判定3-0（30-27、29-28、30-27）
※プラゼレスの体重超過によりライト級から変更。
第10試合 女子フライ級 5分3R
○  ヴァレンティーナ・シェフチェンコ vs.  プリシラ・カショエイラ ×
2R 4:25 リアネイキッドチョーク
第11試合 ミドル級 5分5R
○  リョート・マチダ vs.  エリク・アンダース ×
5R終了 判定2-1（48-47、47-48、49-46）

### 各賞
ファイト・オブ・ザ・ナイト： チアゴ・サントス vs. アンソニー・スミス
パフォーマンス・オブ・ザ・ナイト： ヴァレンティーナ・シェフチェンコ、ユーリ・アルカンタラ
各選手にはボーナスとして5万ドルが授与された。

### カード変更
負傷などによるカードの変更は以下の通り。